# ねんDo!
ねんDo!（ねんどぅー）はアガツマから発売されている粘土の玩具であり、小麦と塩で出来ている 。造形作家でデザイナーの森井ユカが監修している。
本商品を元にしたアニメもあり、テレビ東京系列の子供向け番組『きんだーてれび』内にて放送されている。

## キャラクター
ねんどぅーくん
本作のキャラクターの中では代表的なキャラクター

## アニメ
ねんDo!を元にしたテレビアニメ『つくるのだいすき ! ねんDo ! くんとなかまたち』が、2018年2月2日から3月30日まで、および、10月3日から12月19日までテレビ東京系列他で放送中の子供向けバラエティ番組、『きんだーてれび』内にて放送された。

### 登場キャラクター
ねんDo ! くん
声 - 芹澤優
本作の主人公。月の裏にある、ねんDo！王国の王子様。
ホンホンくん
声 - 天海由梨奈
ねんDo!くんの友達の一人である少年。パンダの外見をしている。
ルンルンちゃん
声 - 厚木那奈美
ねんDo!くんの友達の一人である少女。リスの外見をしており頭にリボンを付けている。
プンプンくん
声 - 田中あいみ
ねんDo!くんの友達の一人である少年。犬の外見をしており紫を基調としている。
おじいちゃん（ナレーション）
声 - 鈴木琢磨
ねんDo!くんの祖父。
かっぱ
声 - 柴田芽衣
第10話から登場。

### スタッフ
- 原作 - 森井ユカ[4]
- アニメ制作 - studio VOLT[4]
- シナリオ構成 - 中野彰子[4]
- 演出・コンテ・作画監督 - 中野彰子[4]
- キャラクターデザイン - 前田実[4]
- L/O・原画 - studio TOKI[4]
- 動画 - studio TOKI[4]
- 仕上げ - studio ガジア[4]
- 背景監督 - 本間薫[4]
- 撮影 - ティープラス[4]
- 編集 - SynergySP[4]
- 音響 - 西早稲田スリーエススタジオ[4]
- FV編 - キュー・テック[4]

### 各話リスト
| 話数   | サブタイトル                   | 放送日        |
| ------ | ------------------------------ | ------------- |
| 第1話  | ねんDoくん、初めまして！       | 2018年 2月2日 |
| 第2話  | みんな乗物だーい好き           | 2月9日        |
| 第3話  | 友だち 仲よし                  | 2月16日       |
| 第4話  | お山はきらきら                 | 2月23日       |
| 第5話  | おじいちゃんとねんDo！くん     | 3月2日        |
| 第6話  | 夕焼け小焼け                   | 3月9日        |
| 第7話  | 電車ごっこは楽しいね           | 3月16日       |
| 第8話  | お星さまキラリ                 | 3月23日       |
| 第9話  | パパママ大好き                 | 3月30日       |
| 第10話 | 大海賊だぞ、Do！くん           | 10月3日       |
| 第11話 | 図鑑でいっぱい、ねんDo！くん   | 10月10日      |
| 第12話 | 栗イガイガのねんDo！くん       | 10月17日      |
| 第13話 | ねんDo！くん、宇宙へ行く       | 10月24日      |
| 第14話 | 街中お絵かき、ねんDo！くん     | 10月31日      |
| 第15話 | 赤ちゃんパニック、ねんDo！くん | 11月7日       |
| 第16話 | 秘密秘密のかっぱくん           | 11月14日      |
| 第17話 | パパと一緒、ねんDo！くん       | 11月21日      |
| 第18話 | 潜水艦だよ、ねんDo！くん       | 11月28日      |
| 第19話 | 花占いのルンルンちゃん         | 12月5日       |
| 第20話 | 電車でガタゴト、ねんDo！くん   | 12月12日      |
| 第21話 | クリスマスだよ、ねんDo！くん   | 12月19日      |

- 『きんだーてれび』はキッズステーションでも放送されており、本アニメもその枠内にて放送されている[7]。
- 2019年10月23日から12月18日、2020年9月16日から12月23日には一部のエピソードが『きんだーてれび』内にて『つくるのだいすき！ねんDo！くんとなかまたち選』として再放送された。
- 第1話から第9話は講談社の教育系YouTubeチャンネル「ボンボンアカデミー」でも配信されている[8]。
- フレーベル館の動画配信サービス「きんだーびでお」にて全話配信されている。